# National Wild and Scenic River

National Wild and Scenic Rivers System

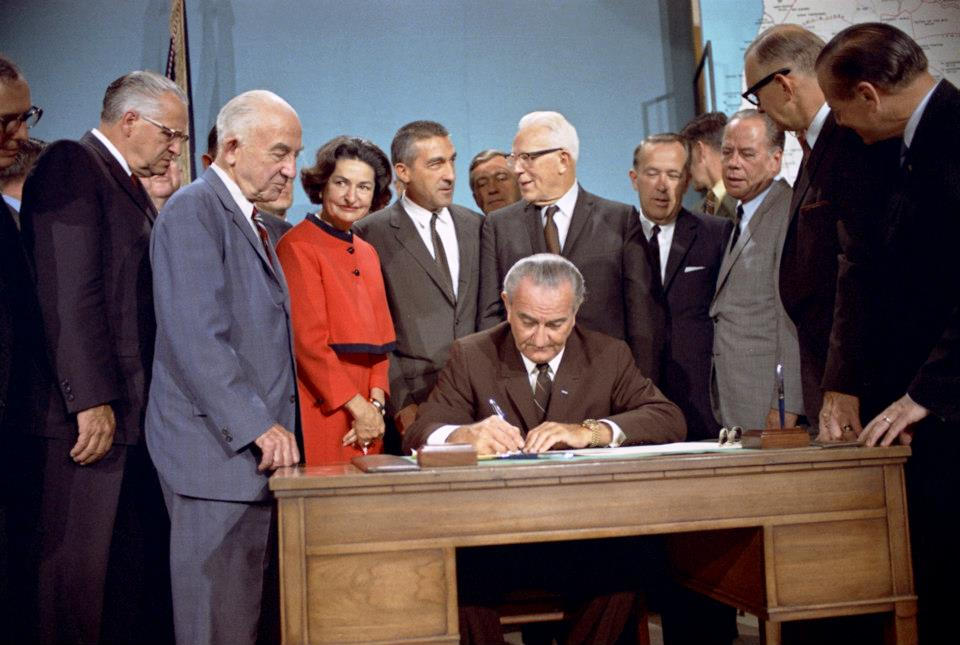
Lyndon B. Johnson signe le National Wild and Scenic Rivers Act le 2 octobre 1968.

La National Wild and Scenic River est la dénomination donnée à certaines rivières protégées aux États-Unis.
Le National Wild and Scenic Rivers Act qui légifère sur ces zones a été voté à la suite d'une recommandation d’une commission présidentielle. Cette loi vise à protéger le caractère sauvage de certaines rivières en interdisant les développements qui pourraient modifier les paysages et détruire le milieu naturel. La loi fut appuyée par le sénateur démocrate de l’Idaho Frank Church et transformé en loi par la signature du président Lyndon B. Johnson le 2 octobre 1968.
Pour qu’une rivière fasse partie de ce type de zones protégées, elle doit être désignée par le congrès américain ou par le secrétaire américain de l’intérieur. En 2004, il existait 156 rivières portant ce statut.
Les rivières choisies le sont pour leurs paysages remarquables, pour leur géologie, pour la nature présente, pour leur histoire ou pour leur importance dans la culture. Les rivières ou les portions des rivières reconnues ne peuvent absolument pas être artificiellement modifiées par l’ajout de berges en béton par exemple.
Le statut est toutefois différent du statut de parc national américain et ne confère pas le même niveau de protection que celui des réserves sauvages (Wilderness Area).
Les rivières sélectionnées sont gérées par des agences de niveau national ou du niveau des états du pays.